# Eslovenia en los Juegos Europeos de Cracovia 2023
Eslovenia participó en los Juegos Europeos de Cracovia 2023 con un equipo de 141 deportistas. Responsable del equipo nacional fue el Comité Olímpico Esloveno.

## Medallistas
El equipo de Eslovenia obtuvo las siguientes medallas:
| Nombre                                         | Deporte        | Competición                       |
| ---------------------------------------------- | -------------- | --------------------------------- |
| Oro                                            |                |                                   |
| Kristjan Čeh                                   | Atletismo      | Disco M                           |
| Tyra Barada                                    | Kickboxing     | Light contact –50 kg F            |
| Nika Križnar                                   | Salto en esquí | Trampolín grande individual F     |
| Plata                                          |                |                                   |
| Maruša Mišmaš-Zrimšek                          | Atletismo      | 3000 m obstáculos F               |
| Tina Šutej                                     | Atletismo      | Salto con pértiga F               |
| Tyra Barada                                    | Kickboxing     | Puntos –50 kg F                   |
| Tina Baloh                                     | Kickboxing     | Puntos –70 kg F                   |
| Urška Gazvoda                                  | Kickboxing     | Light contact –60 kg F            |
| Nika Prevc                                     | Salto en esquí | Trampolín normal individual F     |
| Nika Prevc                                     | Salto en esquí | Trampolín grande individual F     |
| Patrik Divkovič                                | Taekwondo      | –87 kg M                          |
| Bronce                                         |                |                                   |
| Lucija Tarkuš                                  | Escalada       | Bloques F                         |
| Nika Prevc Timi Zajc Nika Križnar Anže Lanišek | Salto en esquí | Trampolín normal por equipo mixto |